# スポーツレーダー
『スポーツレーダー』は、1982年10月3日から1987年9月27日までテレビ朝日系列 (ANN) で放送されたスポーツニュース番組である。
1982年、『ANNニュースレーダー』の日曜版（当時は17:30 - 17:40の10分間放送）に続いて放送を開始。当時日曜日の夕方には日本テレビで放送の『独占!!スポーツ情報』があったが、それよりも約1時間早い時間にその日の夕方までに入電したスポーツの結果や、注目すべきスポーツ選手のルポルタージュなどを伝えていた。
テーマソングは「朝日に栄光あれ」（当時のANN系列のスポーツテーマソング、作曲:神津善行、英語のコメントとタイトルコールも挿入）であるが、朝日放送（ABC）のみ自局のスポーツテーマソング「ウィーンはいつもウィーン」に差し替えられた。これは、他のANN系列スポーツ番組でも一部（『ビッグスポーツ』・『ワールドプロレスリング』等）を除いて行われていた。
番組は、その後の1987年に『ANNニュース&スポーツ』の第1期分として統合され、それ以後は日曜夕方の『ANNニュース』全国ニュース枠（『530ステーション』、『ステーションEYE』、『スーパーJチャンネル』）に内包されている。

## キャスター
- 宮嶋泰子（テレビ朝日アナウンサー） - 土曜日の『ANNニュースレーダー』スポーツコーナーとの兼務。『ANNニュース&スポーツ』も続投。

## 放送時間
いずれもJST。
- 日曜 17:40 - 17:55 （1982年10月3日 - 1983年4月3日）
- 日曜 17:45 - 17:55 （1983年4月10日 - 1987年9月27日）